# Hygrotus nigrolineatus
Hygrotus nigrolineatus är en skalbaggsart som först beskrevs av Christian von Steven 1808.  Hygrotus nigrolineatus ingår i släktet Hygrotus och familjen dykare. Inga underarter finns listade i Catalogue of Life.

## Bildgalleri

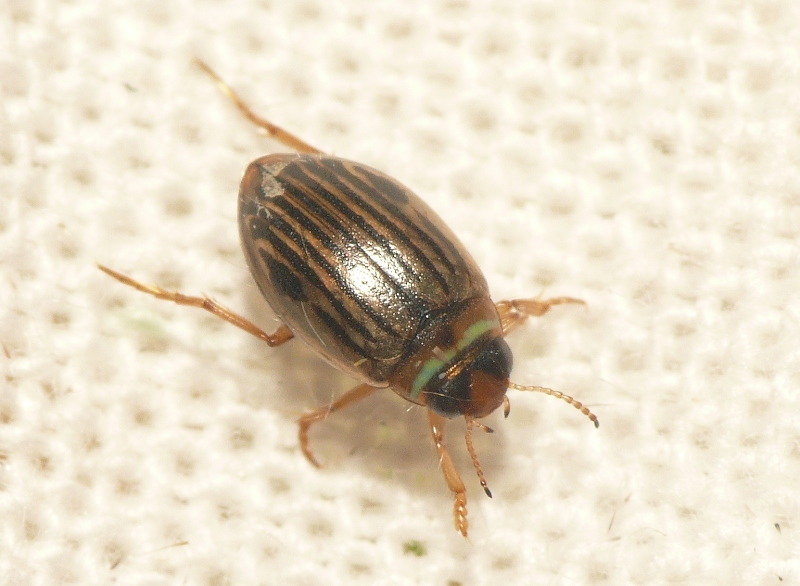
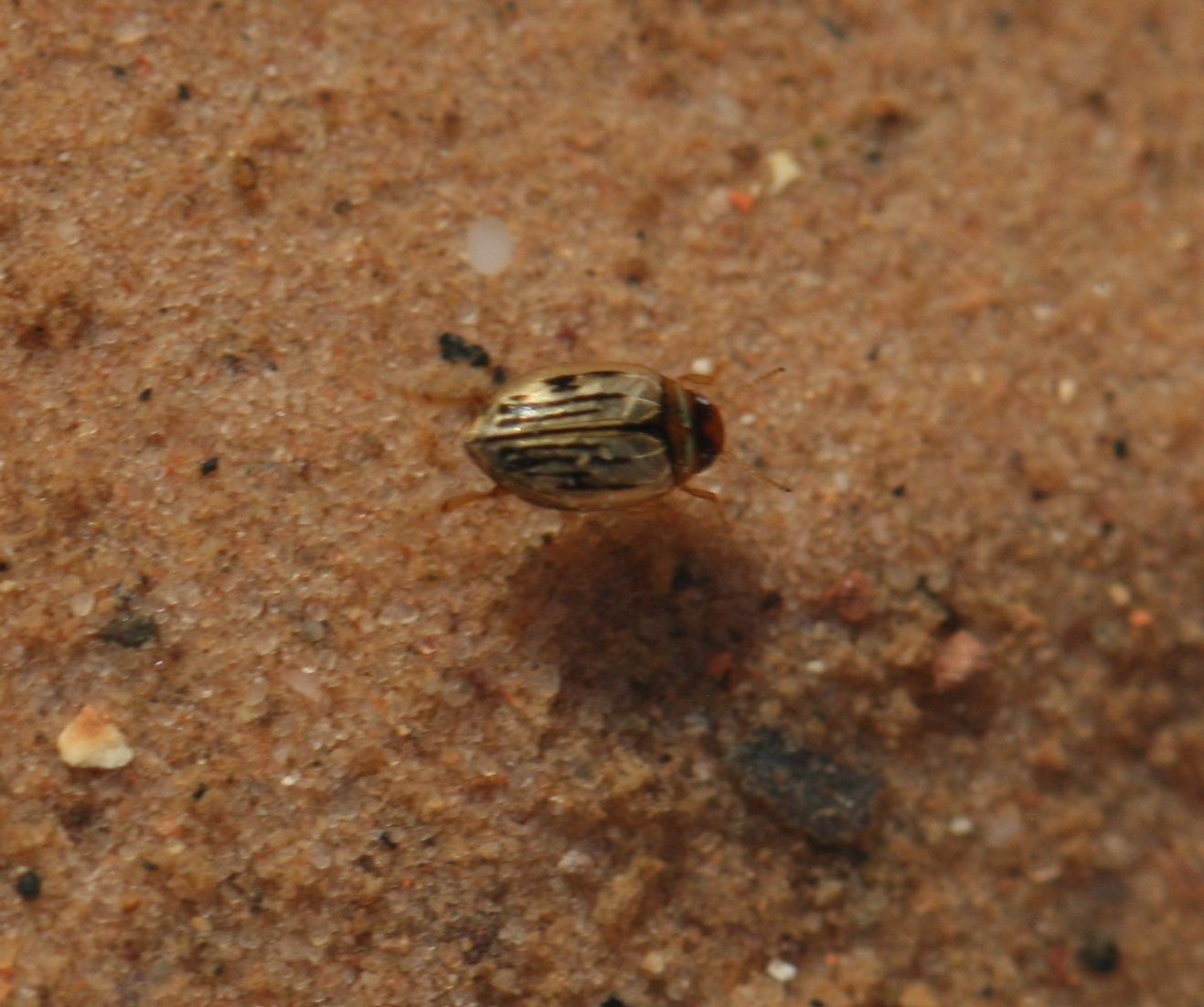